# Diospyros oleifera
Diospyros oleifera är en tvåhjärtbladig växtart som beskrevs av Wan Chun Cheng. Diospyros oleifera ingår i släktet Diospyros och familjen Ebenaceae. Inga underarter finns listade i Catalogue of Life.